# أوه. سي. أوكيجي
أوكتشوكو أوكيجي، المعروف باسم أوه. سي. أوكيجي، هو ممثل وعارض وموسيقي نيجيري، قد برز بعد فوزه في برنامج الواقع «أمستل مالطا بوكس أوفيس». وقد حصل على العديد من الجوائز مثل جائزة أكاديمية الأفلام الأفريقية، وجائزة اختيار مشاهدي أفلام أفريكا ماجيك، وجائزة أفلام نوليوود، وجائزة نوليوود للأفضل، وجائزة نيجيريا الترفيهية وجائزة أكاديمية الأيقونات الذهبية للأفلام. وقد ظهر في العديد من الأفلام الحائزة على جوائز.

## النشأة
ولد أوكتشوكو أوكيجي وهو مواطن من أوماهيا، وترعرع في ولاية لاجوس بنيجيريا. وهو الابن الثاني لأسرة مكونة من ثلاثة أفراد.

## حياته المهنية
التحق بكلية الحكومة الفيدرالية بلاغوس. بدأ حياته المهنية في التمثيل منذ عامه الأول في جامعة لاغوس بدور قيادي في مسرحية. واصل متابعة كل من الموسيقى والتمثيل مع التركيز بشكل أساسي على التمثيل في المسرحيات خلال السنوات الأربع الأولى من حياته المهنية قبل أن يحاول الفوز ببرنامج تلفزيوني واقعي «أمستل مالطا بوكس أوفيس». كان أول ظهور له على الشاشة في مياه بيضاء (2007) مع دجوك سيلفا وريتا دومينيك، أخرج الفيلم إيزو أوجوكو، وحصل على جوائز أكاديمية الأفلام الأفريقية لأفضل ممثل صاعد (2008) وجائزة سكان المدينة لأفضل وجه جديد (2010).
استمر في كتابة الموسيقى، وتعاون مع عدد قليل من الفنانين والمنتجين الموسيقيين النيجيريين وعمل على أغاني إذاعية لمنظمات الشركات، كما عمل في السينما والتلفزيون بين عامي 2008 و 2012.
في عام 2016 تمت دعوته مع «سومكيلي إياماه» لحضور مهرجان تورونتو السينمائي الدولي كـ «نجم صاعد».

## الحياة الشخصية
يعيش أوكيجي في لاغوس بنيجيريا. تزوج من سنامي إبوكونولوا في 8 نوفمبر 2014.